# 곡성군
곡성군(谷城郡)은 대한민국 전라남도 동북부에 있는 군이다. 동쪽으로 구례군, 서쪽으로 담양군, 북쪽으로 전북특별자치도 남원시, 순창군과 접하며, 남쪽으로는 전라남도 순천시, 화순군과 경계를 이룬다. 곡성읍은 섬진강 곡성분지의 중앙부에 위치해 있으며 군청 소재지이다. 시가는 서쪽에 700ｍ 이상의 고봉이 솟아 있으나 동쪽으로는 저평하다. 농산물의 집산지이며 목기·죽기 등의 가내수공업이 성하며 이의 집산지이기도 하다.

## 역사
| Daedongyeojido (Gyujanggak) 18-04.jpg |
| Daedongyeojido (Gyujanggak) 19-04.jpg |

백제시대에는 욕내(欲乃) 혹은 욕천(浴川)군으로 불렸는데, 산맥과 하천의 흐름을 본따 신라 경덕왕 때는 곡성(曲城)으로 부르게 되었다. 고려시대에는 시골장을 떠돌아 다니는 장사꾼들이 교통이 불편하여, 통행에 어려움을 느낀 나머지, 지나갈 때마다 통곡을 한다하여 곡성(哭聲)이라 불렀고, 그 후 곡성(穀城)으로 변경되었다. 이후 국가에서, 지명만을 생각하고 조세를 부과한다는 주민여론에 따라 이를 개칭하여, 곡성(谷城)으로 불러 현재에 이르고 있다. 고려 초에 승평군(昇平郡)에 속하였다가 후에 나주에 속하고 1172년(명종 2년) 감무(監務)를 두고 조선시대에는 현으로 승격되었다. 임진왜란 후에 남원에 예속시켰다가 1608년(광해군 원년) 다시 현을 두었다. 1895년(고종 32년) 군으로 승격, 1914년 창평군의 옥산면 등 8면을 합쳐 지금의 곡성군이 되었다. 1979년 곡성면이 곡성읍으로 승격하였으며, 1983년 석곡면 운룡리가 승주군 주암면에 옥과면 송전리가 입면에, 겸면 봉산리가 옥과면에 편입되었다. 1읍(곡성), 10면(오곡·삼기·석곡·목사동·죽곡·고달·옥과·입·겸·오산)을 관할한다.

### 연혁
- 본래 백제의 욕내군(欲乃郡)이다.
- 757년 곡성군(谷城郡)으로 개칭하고 부유현(富有縣), 구례현(求禮縣), 동복현(同福縣)을 관할하였다.
- 940년 승평군(순천시)의 속현으로 편입되었다. 부유현은 곡성과 함께 승평군, 구례현은 남원부, 동복현은 보성군의 속현으로 각각 편입되었다.
- 뒤에 나주목의 속현이 되었다가, 1172년에 감무가 파견됨으로써 주현으로 승격하였다.
- 1409년 전라도의 모든 향·소·부곡이 폐지되면서 곡성현의 율곡부곡(栗谷部曲)이 폐지되어 직촌이 되었다.
- 1597년 임진왜란으로 인해 피폐해져 곡성현이 폐지되어 남원도호부에 편입되었다.
- 1608년 곡성현이 복설되었다.
- 1895년 남원부 곡성군으로 개편되었다가, 1896년 전라남도 곡성군이 되었다.

8면 : 도상면(道上面), 예산면(曳山面), 오지면(梧枝面), 우곡면(牛谷面), 삼기면(三岐面), 석곡면(石谷面), 목사동면(木寺洞面), 죽곡면(竹谷面)
- 1914년 4월 1일 창평군에 편입된 옛 옥과군(옥산면, 입면, 겸면, 지면, 수면, 화면)과 구례군 고달면을 편입하였다. (11개면 126리)[4]

| 조선총독부령 제111호 | |             | |
| 구 행정구역          | 구 행정구역 | 신 행정구역 | 신 행정구역 |
| 곡성군               | 도상면(道上面) 교촌, 구원촌/구중리/(예산면) 동막리 일부, 월평리/신흥리 일부, 신평리/저전리/(우곡면) 유천리 일부, 영운리/읍내리, 방죽동, 율정리/신기리 일부/(예산면) 학림리 | 곡성면      | 교촌리, 구원리, 신월리, 월봉리, 읍내리, 죽동리, 학정리                                                         |
| 곡성군               | 예산면(曳山面) 대리/마평리, 동산리, 동막리 일부, 진촌/신기리 일부/(창평군 입면) 곡촌 일부/(남원군 금안면) 석전리 일부, 신리 일부, 장선리/(남원군 금안면) 석전리 일부 | 곡성면      | 대평리, 동산리, 서계리, 신기리, 신리, 장선리                                                                   |
| 곡성군               | 오지면(梧枝面) | 오곡면      | 덕산리, 봉조리, 송정리, 압록리, 오지리, 침곡리                                                                 |
| 곡성군               | 우곡면(牛谷面) | 오곡면      | 구성리, 명산리, 묘천리, 미산리, 승법리                                                                         |
| 곡성군               | 삼기면(三岐面) 복룡동/정자동/경악동/근촌 일부/불로치리 일부, 신연리/괴소리/어덕촌 일부, 수석리/수금리/근촌 일부/불로치리 일부, 금학리/용계리/명동, 금반촌/운곡리/상석리/하석리/노동리 일부, 남계리/불로치리 일부/노동리 일부, 오리동/농소리/노적리/의암리 일부, 신기동/수산동/서변리/동변리, 목양리/어덕촌 일부/(창평군 겸면) 학동 일부/원등리 일부, 행정리/월경리 일부/(창평군 겸면) 백운동 일부, 도장촌/반석리/내릉리/외릉동/우음리/봉서촌/장치동/의암리 일부, 청계리/봉현리                                   | 삼기면      | 경악리, 괴소리, 근촌리, 금계리, 금반리, 노동리, 농소리, 수산리, 원등리, 월경리, 의암리, 청계리                 |
| 곡성군               | 목사동면(木寺洞面) 구룡리/공북리/청룡리/토점촌, 구룡리/용선촌, 소동리/소방리/기룡리, 학암리/동산리 일부/고제동 일부, 천평리/호곡리/동산리 일부, 고죽리/도장촌, 신기리/(순천군 주암면) 고산리 일부, 신전리/고제동 일부, 용강리/용전리/평지리/봉장동/송전리 일부, 용암리/사당촌, 월평리/원정리/죽림리/유치리/송전리 일부, 궁두리/평리/하신기리/동산리 일부 | 목사동면    | 공북리, 구룡리, 대곡리, 동암리, 범계리, 수곡리, 신기리, 신전리, 용봉리, 용사리, 죽정리, 평리                   |
| 곡성군               | 석곡면(石谷面) | 석곡면      | 구봉리, 능파리, 당월리, 덕흥리, 방송리, 봉전리, 석곡리, 연반리, 염곡리, 옥룡리, 온수리, 운룡리, 유정리, 죽산리 |
| 곡성군               | 죽곡면(竹谷面) 신대리/고치리, 와룡동/남양동/하죽리 일부, 죽천리/사창리/서정리/당동, 창기리/동계리/삼송리 일부, 덕양촌/용지리/봉정리/죽성리 일부, 화산촌/삼태리/농암리/만흥리, 반송리/신풍리/죽성리 일부, 연화동/매화동 일부, 송정리/오릉동 일부, 건모리/외사리/원달리/금표리/삼송리 일부, 월곡촌/가목리/유봉리/비봉리, 태평리/하죽리 일부/매화촌 일부, 조사리/상한리/하한리, 반계촌/화양리/모동/죽성리 일부 | 죽곡면      | 고치리, 남양리, 당동리, 동계리, 봉정리, 삼태리, 신풍리, 연화리, 용정리, 원달리, 유봉리, 태평리, 하한리, 화양리 |
| 창평군(舊 옥과군)    | 화면(火面) 응곡리/가곡리, 사리/단산리 일부, 봉동리/오봉리/후촌리/함안리/화대리/단산리 일부, 작천리/성덕리/동구리/단암리, 연화리/연실리/하청리/상청리 일부/피암리 일부, 내설리/외설리/삼봉리/사상리/피암리 일부/(옥산면) 율사동 일부, 율천리, 용계리/탑동/조동/조양리/선세리 일부, 초현리/상청리 일부 | 화면        | 가곡리, 단사리, 봉동리, 선세리, 연화리, 운곡리, 율천리, 조양리, 청단리                                         |
| 창평군(舊 옥과군)    | 입면(立面) 택촌리/상금리/내금리/외금리/운치리 일부/만수동 일부/매산리 일부/탑동 일부, 대리/장동 일부/약천리 일부, 운치리 일부/만수동 일부/매산리 일부/노림리 일부/상흑리 일부, 월명동/월평리/월곡리/탑동 일부/매산리 일부, 궁동/연지리 일부/삼응리 일부, 탑동 일부/노동 일부/가마리 일부/(남원군 견소곡면) 방산리 일부, 장동 일부/약천리 일부, 월산리/상입석리, 군촌리/하촌리 일부/곡촌리 일부/탑동 일부/(남원군 견소곡면) 신기리 일부, 창정리/노동 일부/가마리 일부, 하흑리/상흑리 일부/노림리 일부/매산리 일부 | 입면        | 금산리, 대장리, 만수리, 매월리, 삼오리, 서봉리, 약천리, 입석리, 제월리, 창정리, 흑석리                         |
| 창평군(舊 옥과군)    | 옥산면(玉山面) 금의동/무창리/(지면) 마전리 일부, 지방리/덕곡리/목동, 하동/갈산리/하당리/옥전리 일부/이문리 일부/지동 일부, 수점동/금단동 일부/율사동 일부, 상당리/죽림리/이문리 일부/지동 일부/옥전리 일부, | 옥과면      | 무창리, 설옥리, 옥과리, 율사리, 이문리, 죽림리                                                                 |
| 창평군(舊 옥과군)    | 수면(水面) 수리 일부/소룡리 일부/신수리 일부, 기동/송전리/용전리/합강리 일부/내동 일부/(입면) 노동 일부, 월성리/신수리 일부/수리 일부, 탑감리/우치리/신수리 일부/(옥산면) 주산리, 광곡리/합강리 일부/내동 일부 | 옥과면      | 소룡리, 송전리, 수리, 주산리, 합강리                                                                           |
| 창평군(舊 옥과군)    | 지면(只面) | 겸면        | 가정리, 남양리, 마전리, 산정리, 평장리, 현정리, 황산리                                                         |
| 창평군(舊 옥과군)    | 겸면(兼面) | 겸면        | 괴정리, 대명리, 상덕리, 송강리, 운교리, 칠봉리                                                                 |
| 구례군               | 고달면(古達面) 수월리/고달리 일부, 대동/사동 일부/하백곡리 일부, 뇌연리/죽림리 일부/사동 일부/목동 일부/하백곡리 일부, 두포리/가정리/어을전리/탑선리 일부, 사동 일부/목동 일부/고달리 일부/죽림리 일부, 상백곡리/하백곡리 일부, 전동/호곡리 | 고달면      | 고달리, 대사리, 뇌죽리, 두가리, 목동리, 백곡리, 호곡리                                                         |
- 1949년 화면(火面)을 오산면으로 개칭하였다.
- 1973년 7월 1일 오곡면 묘천리가 곡성면으로 편입하였다.
- 1979년 5월 1일 곡성면이 곡성읍으로 승격하면서 11개면에서 1읍 10면 126 리로 개편되었다.[5]
- 1983년 2월 15일 석곡면 운룡리가 승주군 주암면, 옥과면 송전리가 입면, 겸면 황산리가 옥과면에 편입됨에 따라 1읍 10면 125리로 현재에 이르고 있다.

## 지리
평균 500ｍ 고도로서, 도내에서 가장 높은 지대이다. 여기서는 산맥이 종횡으로 지나면서 4개의 소지역으로 갈라 놓았다. 이들 소지역은 각각 생활권을 이루고 있다. 이중 곡성은 지리산맥, 팔량치산맥(八良峙山脈), 육십치산맥(六十峙山脈) 사이에 있는 남원권에 속한다. 한편, 섬진강과 보성강, 기타 군소 하천은 이들 산지를 남북에서 개석하면서 유역의 평야를 관개한다. 평야 중에서 동북부 곡산을 중심한 곡산분지는 비교적 넓고 비옥한 편이다. 지질은 화강편마암계와 편상화강암으로 되어 있다. 면적 547.45km2, 인구 3만 1,886명(2010.12)이다.

## 행정 구역
곡성군의 행정 구역은 1읍 10면으로 구성되어 있다. 곡성군의 면적은 547.45km2이다. 인구는 2015년 6월 30일을 기준으로 15,060 세대, 30,850명이고 그 중 27.1%가 곡성읍에 거주한다.
| 읍면     | 한자     | 세대   | 인구   | 면적   |
| -------- | -------- | ------ | ------ | ------ |
| 곡성읍   | 谷成邑   | 3,569  | 8,317  | 52.31  |
| 오곡면   | 梧谷面   | 1,019  | 2,240  | 62.86  |
| 삼기면   | 三岐面   | 967    | 1,850  | 38.18  |
| 석곡면   | 石谷面   | 1,349  | 2,612  | 53.19  |
| 목사동면 | 木寺洞面 | 832    | 1,508  | 46.75  |
| 죽곡면   | 竹谷面   | 1,076  | 2,015  | 103.39 |
| 고달면   | 古達面   | 681    | 1,312  | 41.93  |
| 옥과면   | 玉果面   | 2,410  | 4,746  | 29.95  |
| 입면     | 立面     | 1,322  | 2,799  | 34.06  |
| 겸면     | 兼面     | 1,004  | 1,949  | 38.25  |
| 오산면   | 梧山面   | 831    | 1,585  | 46.56  |
| 곡성군   | 谷成郡   | 15,060 | 30,850 | 547.43 |

## 군청
- 현재 곡성군청은 전라남도 곡성군 곡성읍에 위치하고 있다.

## 인구
곡성군의 연도별 인구 추이
| 연도   | 총인구    |  |
| ------ | --------- |  |
| 1960년 | 100,672명 |  |
| 1966년 | 109,739명 |  |
| 1970년 | 97,764명  |  |
| 1975년 | 93,104명  |  |
| 1980년 | 75,101명  |  |
| 1985년 | 63,826명  |  |
| 1990년 | 49,707명  |  |
| 1995년 | 41,026명  |  |
| 2000년 | 38,042명  |  |
| 2005년 | 34,157명  |  |
| 2010년 | 31,886명  |  |

## 산업
주산업은 농업이며 쌀농사와 보리농사가 활발하고 양봉, 양잠, 축산도 하고 있다. 전체 면적의 70.31%가 임야이다. 경지 면적 9,408ha 중 논 6,516ha, 밭 2,892ha이며, 주요 농산물은 쌀, 보리, 면화, 삼 등이고, 농가 부업으로 양잠이 성업하여 많은 수익을 올린다. 또, 유축 농가가 많아 한우, 돼지 사육을 주로 한다. 야산을 개간하여 조성한 왜성(矮性) 사과단지에서는 당도가 높고 맛이 좋은 사과가 많이 생산되며 토란과 인삼 등의 특용작물도 많이 생산된다. 가내 수공업으로 부채, 종이, 도자기와 그 밖에 죽세공품들이 생산된다. 주요 특산물로는 사과, 배, 대추, 딸기, 오이, 수박, 멜론 등이 유명하다.

## 문화·관광
- 섬진강기차마을: 1998년 전라선 복선화공사로 발생한 섬진강 협곡의 폐선부지를 활용했다.
- 천사장미원: 2010년 기차마을내에 개장을 하였다.
- 기존의 폐선철로에 증기기관차가 운영하며 또한 레일바이크를 이용하게 되었다.

### 문화재
- 보물 제273호 곡성 태안사 적인선사탑
- 보물 제274호 곡성 태안사 광자대사탑
- 보물 제275호 곡성 태안사 광자대사탑비

## 교통

### 철도

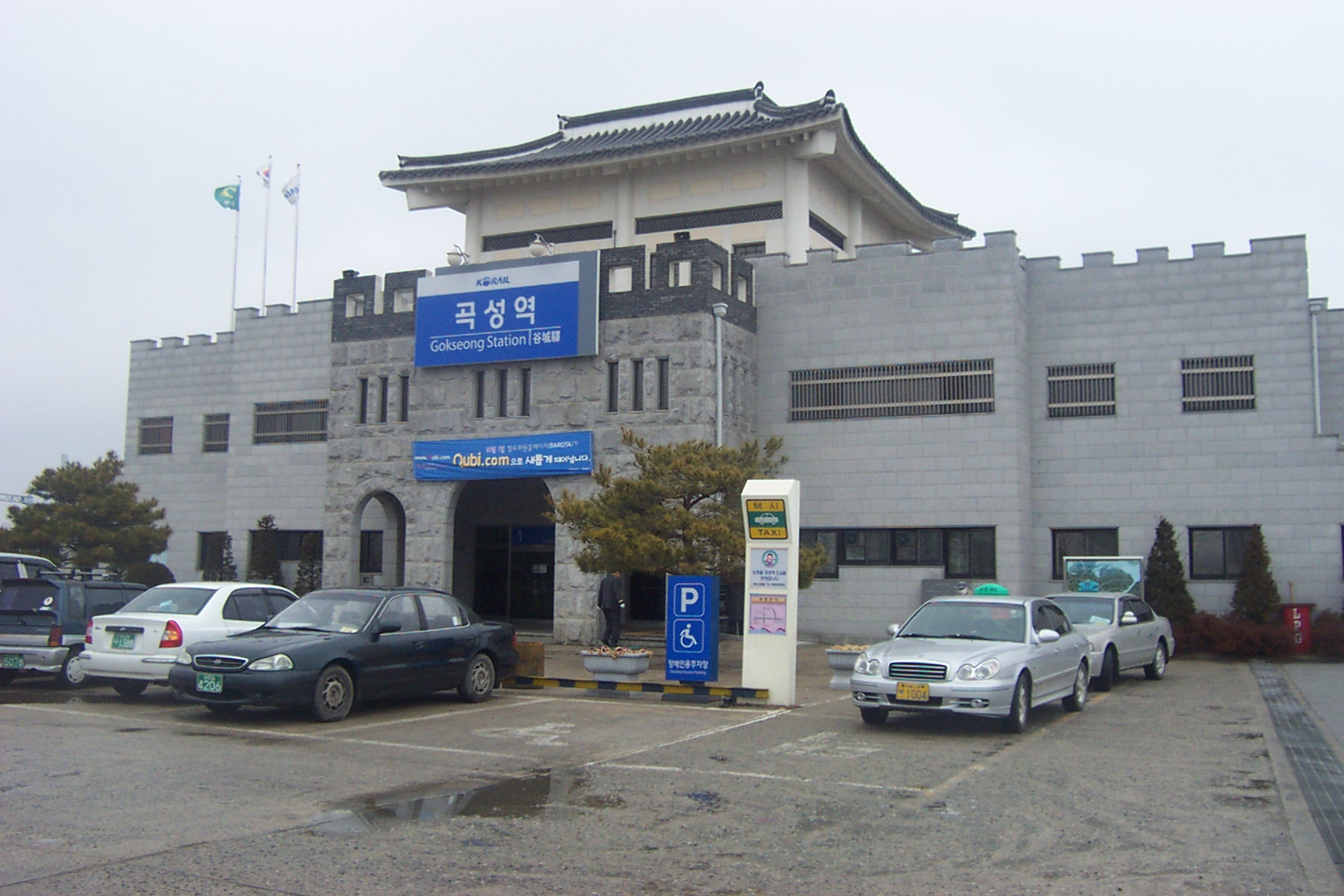
곡성역

전라선철도가 곡성역을 통과한다. 일일 왕복 19회 (주말 20회) 정차하며 새마을호, 무궁화호 모두 정차한다. 또한 2011년부터 KTX가 매일 상행 4회, 하행 4회 총 8회 운행되고 있다.

### 도로 교통
인접 각군으로 도로가 뻗어 산간지방이지만 교통이 편리하다. 호남고속도로(25호선)이 연결되고 군내 3개 인터체인지(석곡, 곡성, 옥과)가 생기면서 교통이 더욱 편리해졌다. 또한, 완주와 순천을 잇는 순천완주고속도로가 개통하였다.

### 버스
곡성버스터미널에서 광주, 구례로 가는 버스가 약 30분마다 운행하며, 순천, 여수, 서울호남으로 운행하는 버스도 있다. 그 외에 남원시의 시내버스도 약 1시간 간격으로 운행하고 있다.

## FM 라디오 주파수 방송 목록
- 88.3 - 전주KBS 제1라디오 (구례 노고단)
- 89.1 - 목포MBC 표준FM (해남 대둔산)
- 89.7 - BBS 광주불교방송 (광주 무등산)
- 90.5 - 광주KBS 제1라디오 (광주 무등산)
- 91.5 - 광주MBC FM4U (광주 무등산)
- 92.3 - 광주KBS 클래식FM (광주 무등산)
- 93.1 - febc 광주극동방송 (광주 무등산)
- 93.9 - 광주MBC 표준FM (광주 무등산)
- 94.7 - 남도국악방송 (해남 대둔산)
- 95.1 - 광주MBC FM4U (구례 노고단)
- 95.5 - 광주KBS 제2라디오 해피FM (광주 무등산)
- 96.5 - KFN 라디오 (광주 무등산)
- 97.3 - TBN 광주교통방송 (광주 무등산)
- 98.1 - 광주CBS 음악FM (광주 무등산)
- 98.7 - GGN 글로벌광주방송 (광주 무등산)
- 99.3 - 광주국악방송 (광주 무등산)
- 99.9 - cpbc 광주가톨릭평화방송 (광주 무등산)
- 101.1 - kbc MyFM (광주 무등산)
- 101.7 - 전주MBC 표준FM (구례 노고단)
- 102.3 - 목포MBC FM4U (목포 양을산)
- 103.1 - 광주CBS 표준FM (광주 무등산)
- 104.1 - EBS 라디오 (해남 대둔산)
- 104.5 - 전주KBS 클래식FM (구례 노고단)
- 105.3 - EBS 라디오 (광주 무등산)
- 105.9 - 목포KBS 제1라디오 (해남 대둔산)
- 106.7 - EBS 라디오 (목포 양을산)
- 107.5 - EBS 라디오 (구례 노고단)
- 107.9 - WBS 광주원음방송 (광주 무등산)

## 자매 도시
- 대한민국 서울특별시 강동구(1996년 3월 18일)
- 대한민국 경상남도 거창군(1998년 10월 9일)
- 대한민국 부산광역시 서구(2000년 6월 29일)
- 대한민국 경기도 의정부시(2010년 11월 5일)
- 중국 저장성푸퉈 구
- 필리핀 올더내타 시(영어판)
- 미국 하와이주 하와이 카운티